# Castelmaurou
Castelmaurou (okzitanisch: Castèlmauron) ist eine französische Gemeinde mit 4491 Einwohnern (Stand: 1. Januar 2022) im Département Haute-Garonne in der Region Okzitanien; sie gehört zum Arrondissement Toulouse und zum Kanton Pechbonnieu. Die Einwohner heißen Castelmaurousien(ne)s.

## Geographie
Castelmaurou liegt zwölf Kilometer als banlieue nordöstlich von Toulouse. An der nördlichen Gemeindegrenze fließt der Girou. Umgeben wird Castelmaurou von den Nachbargemeinden Bazus im Norden, Garidech im Nordosten, Gragnague im Osten, Beaupuy im Südosten, Rouffiac-Tolosan im Süden, Saint-Jean im Südwesten, Saint-Geniès-Bellevue im Westen und Lapeyrouse-Fossat im Nordwesten.
Durch die Gemeinde führen die frühere Route nationale 88 (heutige D888) und die Autoroute A68 mit dem Autobahndreieck zur Autoroute A680 an der östlichen Gemeindegrenze entlang.

## Bevölkerungsentwicklung
| Jahr                      | 1962 | 1968 | 1975 | 1982 | 1990 | 1999 | 2006 | 2017 | 2019 |
| Einwohner                 | 809  | 918  | 1458 | 1611 | 2849 | 3261 | 3373 | 4273 | 4359 |
| Quelle: Cassini und INSEE |      |      |      |      |      |      |      |      |      |

## Sehenswürdigkeiten
- Kirche Sainte-Foy aus dem Jahre 1832 mit den Reliquien eines Märtyrers aus dem Jahre 866.